# Hrabstwo Monroe (Arkansas)

Piramida wieku hrabstwa

Hrabstwo Monroe – hrabstwo w USA, w stanie Arkansas. Według danych z 2010 roku, hrabstwo zamieszkiwało 8149 osób.

## Miejscowości
- Brinkley
- Clarendon
- Holly Grove
- Fargo
- Roe